# Pat Nixon
Vous lisez un « article de qualité » labellisé en 2012.
Pour les articles homonymes, voir Pat Ryan, Ryan et Nixon.
Thelma Catherine Ryan Nixon, née le 16 mars 1912 à Ely (Nevada) et morte le 22 juin 1993 à Park Ridge (New Jersey), est l'épouse de Richard Nixon, 37e président des États-Unis entre le 20 janvier 1969 et le 8 août 1974. Elle est davantage connue sous son surnom de Pat Nixon, voire Patricia Nixon.
En tant que première dame des États-Unis, elle promeut un certain nombre de causes caritatives. Elle acquiert 600 objets de mobilier et d'art pour la Maison-Blanche, soit plus qu'aucune première dame avant elle. Elle effectue des voyages officiels dans près de 80 pays différents, un record à l'époque, et elle est également la première à se rendre dans une zone de combat. Ces déplacements sont bien accueillis par les médias, l'opinion publique et les pays-hôtes.
Après la démission de son époux, elle retourne vivre avec lui en Californie, puis dans le New Jersey. Elle subit deux accidents vasculaires cérébraux (en 1976 et 1983) et apprend qu'elle est atteinte d'un cancer du poumon, en 1992. Elle meurt un an plus tard, à l'âge de 81 ans.

## Biographie

### Origines
Thelma Catherine Ryan naît dans la petite ville minière du Nevada, un jour avant la fête de la Saint-Patrick. Son père, William M. Ryan Sr., est un marin, mineur et maraîcher d'origine irlandaise. Sa mère, Katherine Halberstadt, descend d'immigrés allemands. Elle a deux frères aînés, William Jr. (1910-1997) et Thomas (1911-1992), un demi-frère, Matthew Bender (1907-1973), et une demi-sœur, Neva Bender (1909-1981), issus du premier mariage de sa mère (son premier époux est mort pendant la crue d’un fleuve, dans le Dakota du Sud).
« Pat » est un surnom donné par son père, en référence à sa date de naissance, et à l'importance de la fête qui a lieu le jour suivant, importante chez les Américains d'ascendance irlandaise. Lors de son inscription à l'université, en 1931, elle abandonne son prénom officiel « Thelma » pour le remplacer par « Pat » ou, plus occasionnellement, « Patricia ». Elle n'engage cependant pas de procédure juridique pour officialiser ce changement ; cela n'apparaît donc pas sur son état-civil,,.
En 1914, la famille Ryan déménage près de Los Angeles, en Californie. Elle élit domicile dans une petite ferme à Artesia (de nos jours Cerritos). Thelma Ryan travaille au sein de l’exploitation familiale ; elle officie aussi comme aide-comptable dans une banque. Sa mère meurt d'un cancer en 1924. La jeune fille, alors âgée de douze ans, assume alors toutes les tâches ménagères. Son père meurt en mai 1930 de la silicose.

### Éducation et carrière
Il a souvent été avancé qu’aucune Première dame avant Pat Nixon n’avait véritablement exercé un emploi. Elle déclare ainsi à la journaliste Gloria Steinem, pendant la campagne présidentielle de 1968 : « Je n’ai jamais eu le temps de penser à de telles choses – qui je voulais être, qui j’admirais, quelles idées j’avais. Je n'ai jamais eu le temps de rêver d'être quelqu’un d’autre. Je devais travailler ».
Après l'obtention de son diplôme de fin d'études secondaires à l’Excelsior High School, en 1929, Pat Ryan intègre le Fullerton Junior College. Elle paie sa scolarité grâce à des petits boulots : elle exerce notamment les professions de chauffeur, gérante de pharmacie, opératrice téléphonique et dactylographe. Elle est aussi femme de ménage dans une banque et, de 1930 à 1932, elle travaille à New York en tant que secrétaire et technicienne en radiologie. Déterminée à « faire quelque chose de [sa] vie », elle s’inscrit, en 1931, à l’université du Sud de la Californie (USC). Elle se spécialise dans le merchandising et continue à travailler, sur le campus : elle est vendeuse dans un magasin à Bullock's-Wilshire et enseigne la dactylographie et la sténographie dans une école secondaire. Elle travaille brièvement dans l’industrie cinématographique : elle apparaît dans de petits rôles, non crédités, dans les films Becky Sharp (1935) et Le Grand Ziegfeld (1936). En 1937, elle obtient un Bachelor of science en merchandising à l’USC ; elle a alors également un certificat (délivré par l'USC et équivalent à une maîtrise) qui lui permet d’enseigner au niveau secondaire. Elle devient professeur dans un lycée de Whittier, toujours en Californie.

### Mariage et vie conjugale
Pendant ce séjour à Whittier, Pat Ryan fait la connaissance de Richard Milhous Nixon, un jeune avocat diplômé de l’université Duke. Ils se rencontrent au sein d’un petit groupe de théâtre, où ils passaient chacun une audition pour jouer dans la pièce The Dark Tower de George S. Kaufman. Elle le connaît alors sous le surnom de « Dick ». Le soir de leur premier rendez-vous, il la demande en mariage. Plus tard, elle déclare à propos de cet évènement : « J’ai pensé qu’il était fou ! ». Pendant deux ans, il la surnomme sa « Tsigane sauvage irlandaise », alors même qu'il la conduit à des rendez-vous galants avec d’autres hommes. Pat Ryan épouse Richard Nixon le 21 juin 1940, à l’hôtel Mission Inn de Riverside, en Californie. Elle affirme qu’elle avait été attirée par le jeune homme car « il avait de la vitalité et de l’ambition » ; plus tard, elle poursuit : « Oh, mais vous ne réalisez pas à quel point il est amusant ! » Pendant la Seconde Guerre mondiale, alors que son époux sert à l’United States Navy, Pat Nixon travaille comme économiste auprès du gouvernement ; elle vit alors à San Francisco.
Dans sa vie privée, Richard Nixon est décrit comme un homme proche de son épouse, la félicitant pour son travail, lui souhaitant son anniversaire et lui offrant assez fréquemment des cadeaux. Lors des dîners officiels présidentiels, il modifiera ainsi le protocole en place, afin qu’elle soit parmi les premiers servis. De son côté, Pat Nixon considère son mari comme un homme vulnérable et cherche à le protéger. Aux critiques qu’il subissait, elle répondait : « Lincoln recevait encore plus de critiques. Il était assez grand pour qu'il ne s’en soucie pas. Mon mari suit le même chemin ».

### Premières campagnes politiques
Lorsque son époux entre en politique, en 1946, afin de briguer un siège à la Chambre des représentants des États-Unis (pour le 12e district de Californie), Pat Nixon fait campagne à ses côtés. La même année, elle donne naissance à leur premier enfant, une fille, nommée Patricia mais souvent surnommée « Tricia ». En 1948, Julia, leur seconde et dernière fille vient au monde. Quand on l’interroge sur la carrière de son mari, Pat Nixon déclare : « La seule chose que je pouvais faire, c’était l’aider ; mais je n’aurais pas choisi la politique comme vie ». Elle participe à la campagne, notamment en faisant des recherches sur l’adversaire de Richard Nixon, Jerry Voorhis, le représentant en fonction, et en écrivant et distribuant des fascicules de campagne. Pendant les six années qui suivent, elle voit son mari déménager à Washington puis être choisi pour être le candidat à la vice-présidence républicaine, pour l’élection présidentielle de 1952.
Bien que de confession méthodiste, elle et son mari suivent régulièrement les offices d'autres églises protestantes proches de leur domicile, surtout après leur déménagement à Washington. Ils sont ainsi des paroissiens de la Metropolitan Memorial Methodist Church et occasionnellement d'une église baptiste où officie le révérend Billy Graham, et la Marble Collegiate Church du pasteur Norman Vincent Peale.

### Deuxième dame des États-Unis: 1953-1961

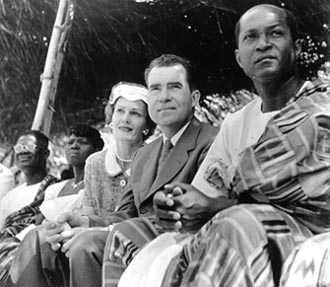
Avec son mari, alors vice-président des États-Unis, pendant leur visite d’État au Ghana, en 1957.

Lors de la campagne présidentielle de 1952, l’attitude de Pat Nixon à l’égard de la politique change, quand son mari est soupçonné de financements frauduleux. Elle l’encourage à se battre contre ces accusations, notamment en prononçant son discours dit du « Checkers Speech », dans lequel il rejette en bloc les faits qui lui sont reprochés, admettant n'avoir accepté qu'un seul don, le cadeau par ses enfants d'un chien du nom de « Checkers ». Il s’agit de la première apparition de Pat Nixon à la télévision nationale ; ses filles et ledit chien sont également présents. Se défendant avec conviction, il souligne les qualités de sa femme, faisant état de l'ancien emploi de sténographe de cette dernière. Il ajoute : « Je dois vous dire que Pat n’a jamais possédé de manteau en vison. Mais elle porte un respectable manteau de Républicain ; et je lui ai toujours dit qu’elle aurait une belle apparence avec presque rien, ».
Pat Nixon accompagne son mari à l'étranger pendant ses années de vice-présidence. Elle visite alors 53 pays, souvent en contournant les déjeuners officiels pour visiter des hôpitaux, des orphelinats, et même une léproserie au Panama. Lors d’un voyage au Venezuela, la limousine du couple Nixon est victime de jets de pierres, et ils sont conspués comme représentants du gouvernement américain.
Un article publié le 1er novembre 1958 dans le Seattle Times est révélateur de la forte tendance médiatique de l'époque à se montrer favorable à la future Première Dame. On peut y lire : « On dit toujours de Mme Nixon qu’elle est gracieuse et chaleureuse. Et il est bien évident qu’elle est chaleureuse. Elle accueille n'importe quel inconnu comme un ami. Elle ne se contente pas de donner une poignée de main, mais elle serre la main du visiteur entre les siennes. Ses manières sont directes… Mme Nixon confirme également sa réputation d'être une femme soignée, qu’importe la longueur de la journée ». Un an et demi plus tard, pendant la campagne présidentielle de son époux, The New York Times note qu’elle est « un parangon des vertus de l’épouse » dont « l’efficacité ferait passer bien d'autres femmes pour paresseuses et sans talents ».
Pat Nixon est nommée « Femme au foyer exceptionnelle de l'année » (1953), « Mère de l'Année » (1955) et « Maîtresse de maison idéale de la Nation » (1957).

### Les campagnes de son mari: 1960, 1962 et 1968
Le vice-président Nixon participe à l’élection présidentielle américaine de 1960 comme candidat du Parti républicain, contre le sénateur John Fitzgerald Kennedy, candidat du Parti démocrate. Pat Nixon participe activement à la campagne de son mari, notamment par le biais d'une campagne de presse qui la met résolument en avant avec le slogan « Pat for First Lady » (« Pat comme Première dame »). Battu, Richard Nixon accepte sa défaite malgré des scores assez serrés pour le choix des grands électeurs (49,55 % à Nixon contre 49,72 % à Kennedy) et des soupçons de fraude électorale. Pat Nixon plaide auprès de son mari pour qu’il demande un recomptage des voix, en vain. Elle apparaît bouleversée aux caméras de télévision lorsqu’elle apprend la défaite du Parti républicain. Un journaliste déclare : « des millions de téléspectateurs ont pu assister à son combat désespéré pour maintenir un sourire à ses lèvres […] alors que des larmes amères coulaient de ses yeux ».
En 1962, le couple se lance dans une nouvelle campagne électorale, Richard Nixon briguant cette fois-ci le poste de gouverneur de Californie. Pourtant, il échoue face au gouverneur démocrate sortant, Pat Brown.
Six ans plus tard, Richard Nixon se présente à nouveau à la présidence, lors des élections de 1968. Pat Nixon est pourtant réticente à affronter une nouvelle campagne, la huitième depuis 1946. Son mari est alors un personnage très controversé dans la vie politique américaine, et elle partage avec la même intensité les critiques et les louanges dont il est la cible ou le bénéficiaire : elle n’a pas réussi à établir une identité publique indépendante de ce dernier. Même si elle le soutient avec conviction, elle craint un « nouveau 1960 », lorsque Nixon avait perdu face à Kennedy. Elle s'investit pourtant dans la campagne, participant notamment à de nombreux déplacements. Richard Nixon remporte l’élection face au vice-président démocrate sortant Hubert Humphrey, et Pat Nixon devient alors Première dame des États-Unis.

### Première dame des États-Unis: 1969-1974

#### Principales initiatives

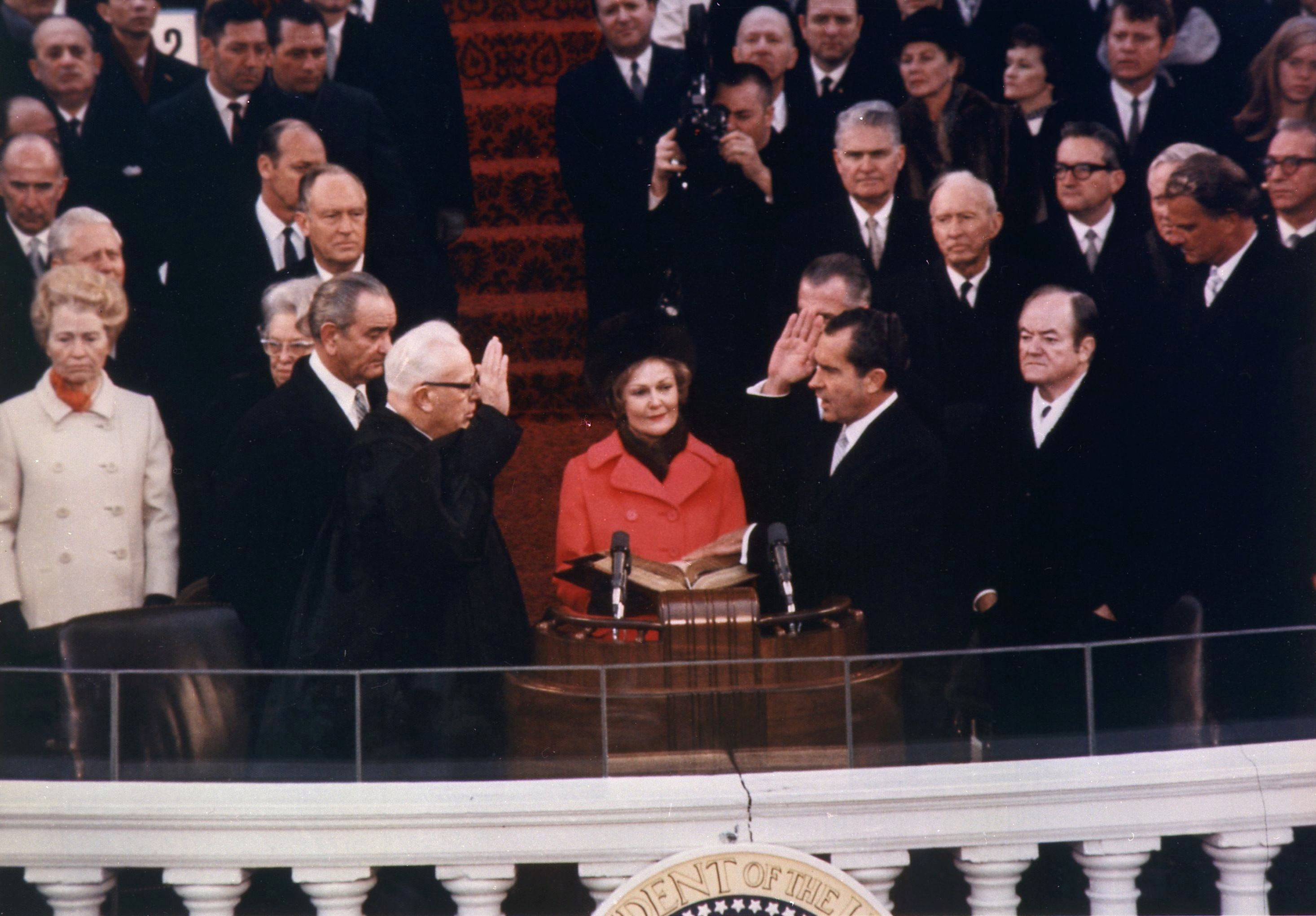
Pat Nixon tenant les Bibles des familles Ryan et Nixon, lors de la cérémonie d'investiture de son mari, le 20 janvier 1969.

Pat Nixon estimait que la Première dame devait toujours être un exemple de vertu et de dignité pour le peuple américain. Alors, lorsqu’on lui demande comment elle entrevoit son nouveau rôle, elle dit ne pas vouloir se contenter d’imiter sa prédécesseur, Lady Bird Johnson. Elle décide de poursuivre ce qu’elle appelle la « diplomatie personnelle », c’est-à-dire rendre visite aux populations des États américains ou à celles d’autres pays.
En tant que Première dame, une de ses principales initiatives est la promotion du volontariat et du bénévolat dans les hôpitaux, les organisations civiques et les centres de réadaptation. Elle déclare ainsi : « Notre réussite en tant que nation dépend de notre volonté à donner généreusement de nous-mêmes, pour le bien-être et l'enrichissement de la vie d’autrui ». Par exemple, elle entreprend un voyage dans le pays sur le thème Vest Pockets for Volunteerism, où elle rend visite à plusieurs programmes de bénévolat. Susan Porter, qui organise alors les déplacements de la Première dame, note qu’elle les considérait comme « des héros méconnus ». Un second tour des États-Unis pour la promotion de ces œuvres de charité a pour but de montrer que les étudiants ne sont pas tous opposés à la guerre du Viêt Nam. Pat Nixon elle-même fait partie d'organisations bénévoles, notamment la Women in Community Services et l’Urban Services League. En 1973, elle défend la Loi du service volontaire national, qui encourage le bénévolat tout en offrant certaines subventions à des organismes caritatifs,. Certains journalistes considèrent néanmoins cet engagement associatif comme assez terne en comparaison avec les initiatives prises par les anciennes Premières dames Lady Bird Johnson et Jacqueline Kennedy.
Pat Nixon s'implique également dans le développement des zones de loisirs et de parcs naturels. Elle est membre du Comité présidentiel pour l'emploi des handicapés, et apporte son soutien aux organisations dédiées à l'amélioration de la vie de ces derniers. Pour le premier Thanksgiving organisé durant la présidence de son époux, à la Maison-Blanche, elle organise un repas pour des personnes âgées sans famille. L'année suivante, elle y invite des blessés de guerre. Elle est enfin la seule Première dame à prononcer le discours de Thanksgiving, privilège réservé aux présidents depuis George Washington.

#### Vie à la Maison-Blanche

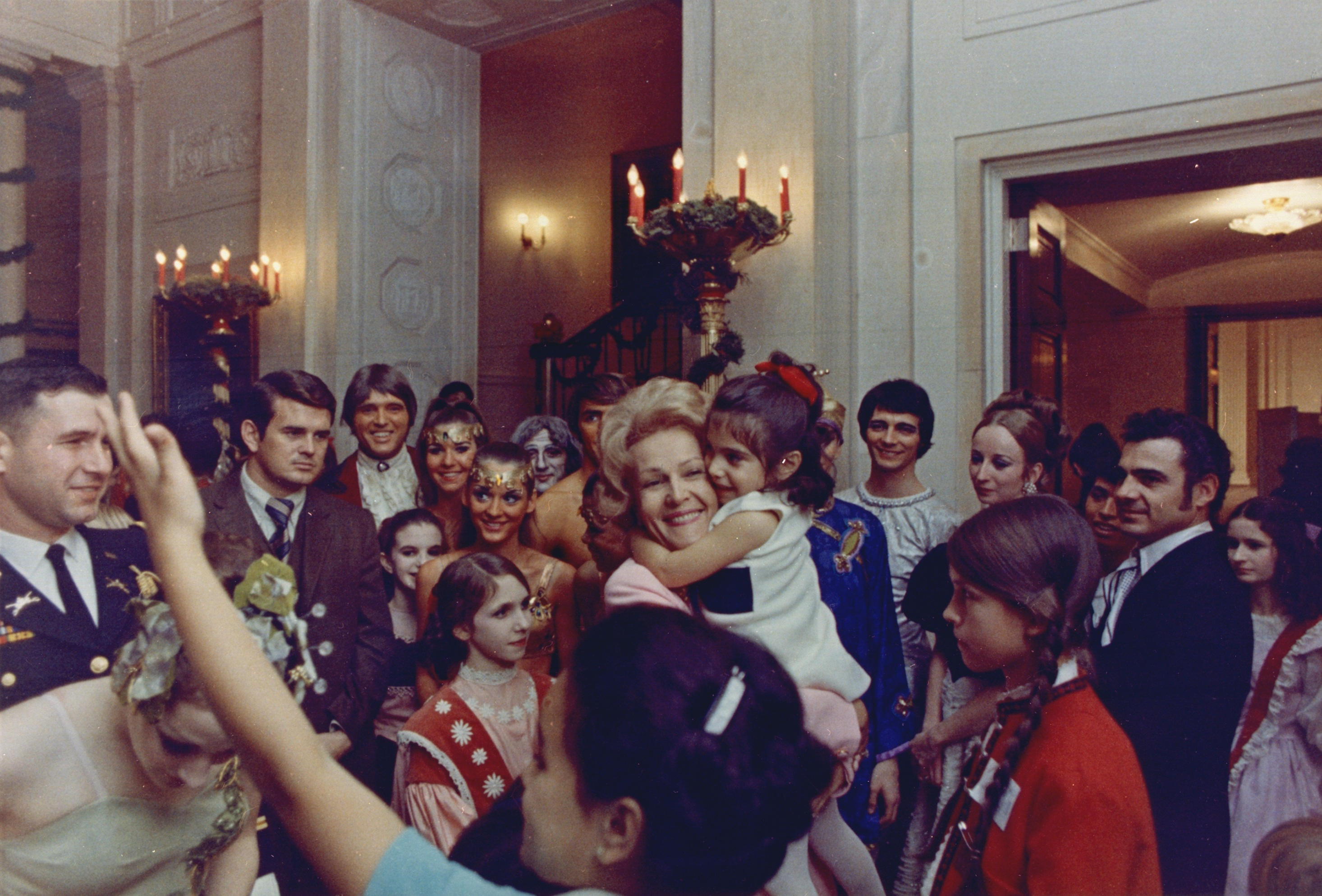
Saluant de jeunes visiteurs de la Maison-Blanche, en 1969.

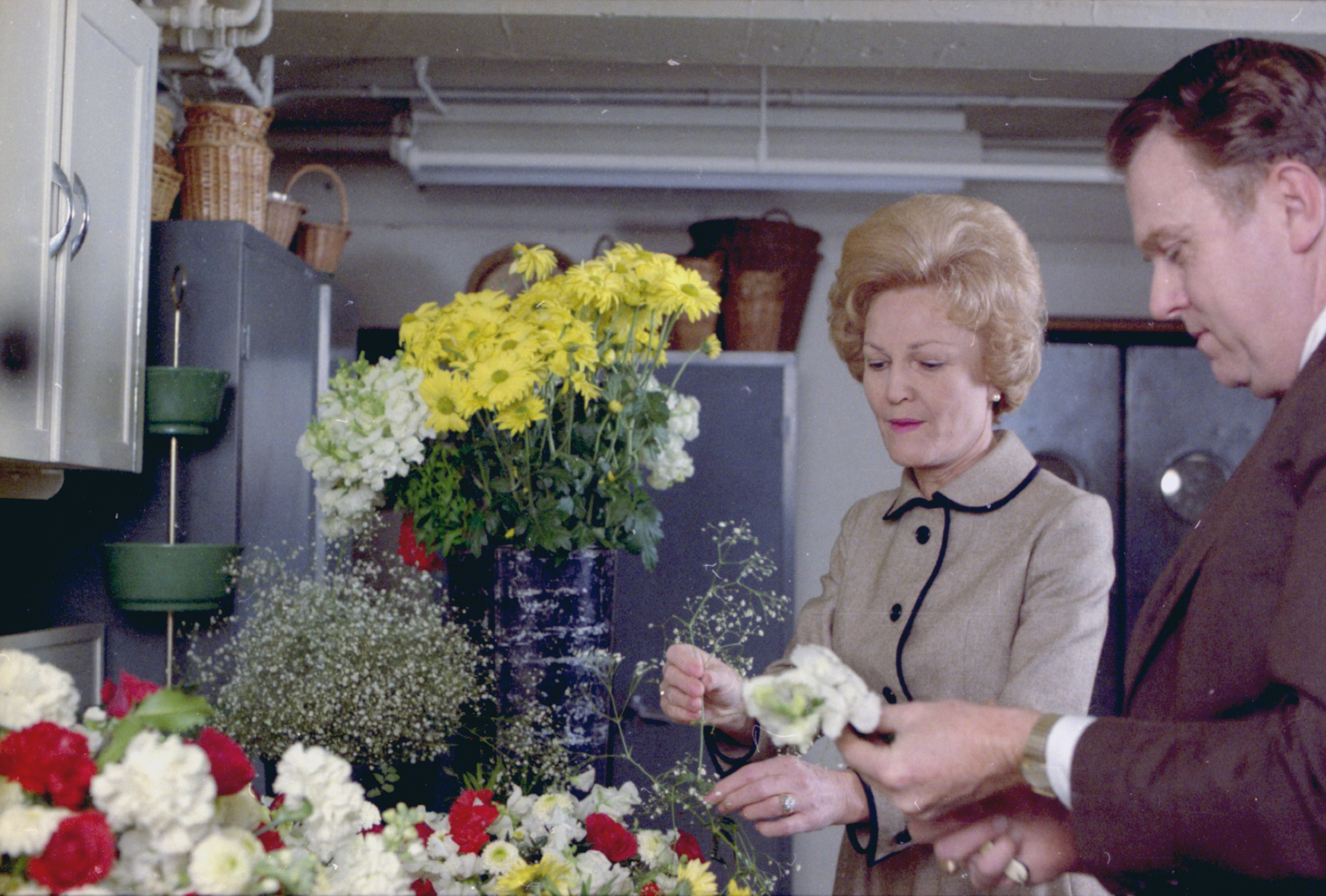
Pratiquant un exercice floral, en décembre 1970.

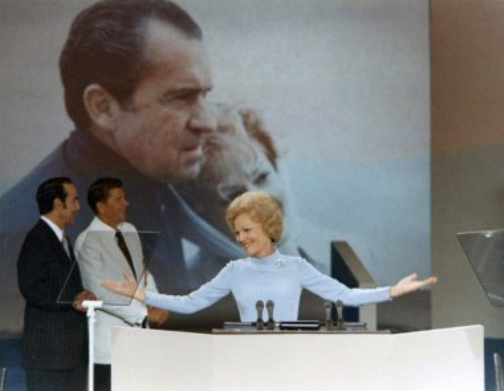
Pat Nixon s’adressant à la convention nationale républicaine de 1972 : elle est alors la seule Première dame depuis Eleanor Roosevelt à tenir un discours lors d’une telle convention politique, et globalement la première Républicaine.

Le 12 décembre 1968, une fois son mari élu à la présidence, Pat Nixon rencontre la Première dame sortante, Lady Bird Johnson, qui l’invite à visiter les appartements privés de la Maison-Blanche. Elle fait ensuite appel aux services de la décoratrice d’intérieur Sarah Jackson Doyle, qui travaille pour le couple Nixon depuis 1965 (elle s’est notamment occupée des dix pièces de l’appartement familial new-yorkais, sur la Cinquième avenue). Elle promeut Clement Conger, travaillant auparavant au Département d’État, en le nommant conservateur en chef de la Maison-Blanche, à la place de James Ketchum, en place depuis Jacqueline Kennedy.
Pat Nixon témoigne de l’intérêt au choix et au changement du mobilier, décisions qu’elle médiatise davantage que sous Jackie Kennedy. Elle fait l’acquisition pour les collections de la Maison-Blanche de plus de 600 peintures et objets de mobilier, soit davantage que sous tout autre administration. Elle crée la Salle des cartes, réorganise la Salle des porcelaines et en rénove neuf autres. Elle travaille en collaboration avec des ingénieurs pour installer un système d’éclairage nocturne extérieur pour toute la Maison-Blanche, afin de lui donner une teinte douce et blanche. Elle donne également l’ordre de laisser flotter le drapeau américain jour et nuit, même lorsque le président n’est pas là.
Pour les touristes, elle fait éditer des brochures décrivant les pièces de la Maison-Blanche, en anglais mais aussi en traduction espagnole, française, italienne et russe. Elle fait également installer des rampes pour les handicapés. Elle fait suivre des stages aux services de sécurité qui officiaient aussi comme guides : elle leur fait porter des uniformes moins menaçants, cacher leur armes, apprendre à parler lentement aux visiteurs sourds et même apprendre à lire sur les lèvres ; elle permet aussi aux aveugles de pouvoir toucher les antiquités.
La Première dame a longtemps été irritée par la perception qu’avait le public de la Maison-Blanche, comme un lieu exclusivement réservé à des personnalités riches et célèbres. Elle rejoint ainsi régulièrement les touristes pour les saluer, leur serrer la main, signer des autographes ou poser pour des photographies. Sa fille, Julie Eisenhower, témoigne : « elle a invité tellement d’organisations à la Maison-Blanche, afin de leur offrir une certaine audience ; pas de grosses organisations, mais de peu connues ».
Elle organise des visites tardives afin que le public puisse voir le travail des « petites mains », notamment en décembre, pour la décoration de Noël de la Maison-Blanche. En outre, elle instaure une série de spectacles, allant de l'opéra au bluegrass ; on peut par exemple citer The Carpenters, en 1972. En 1969, lorsqu’ils accèdent à la Maison-Blanche, les Nixon invitent le dimanche des familles à des services religieux dans l'East Room. Toujours à la Maison-Blanche, en 1971, elle supervise le mariage de sa fille, Tricia, avec Edward Cox Ridley Finch.
Elle est favorable à l'accession des femmes à des postes politiques, et encourage son mari à nommer une femme à la Cour suprême, en déclarant : « le pouvoir des femmes est imbattable, je l'ai vu partout dans le pays ». Elle est la première Première dame à soutenir publiquement l'Equal Rights Amendment. Après l’arrêt Roe v. Wade de 1973, elle affirme être pro-choix, bien que, en 1972, elle disait : « Je ne suis vraiment pas pour l'avortement ».
En 1972, Pat Nixon devient la première Première dame républicaine à prendre la parole lors d’un congrès national. Ses efforts dans la réélection de son époux lors de la campagne présidentielle de 1972, voyageant à travers le pays et parlant au nom de son mari, ont été imités par les épouses des futurs candidats à la présidence des États-Unis.

#### Voyages

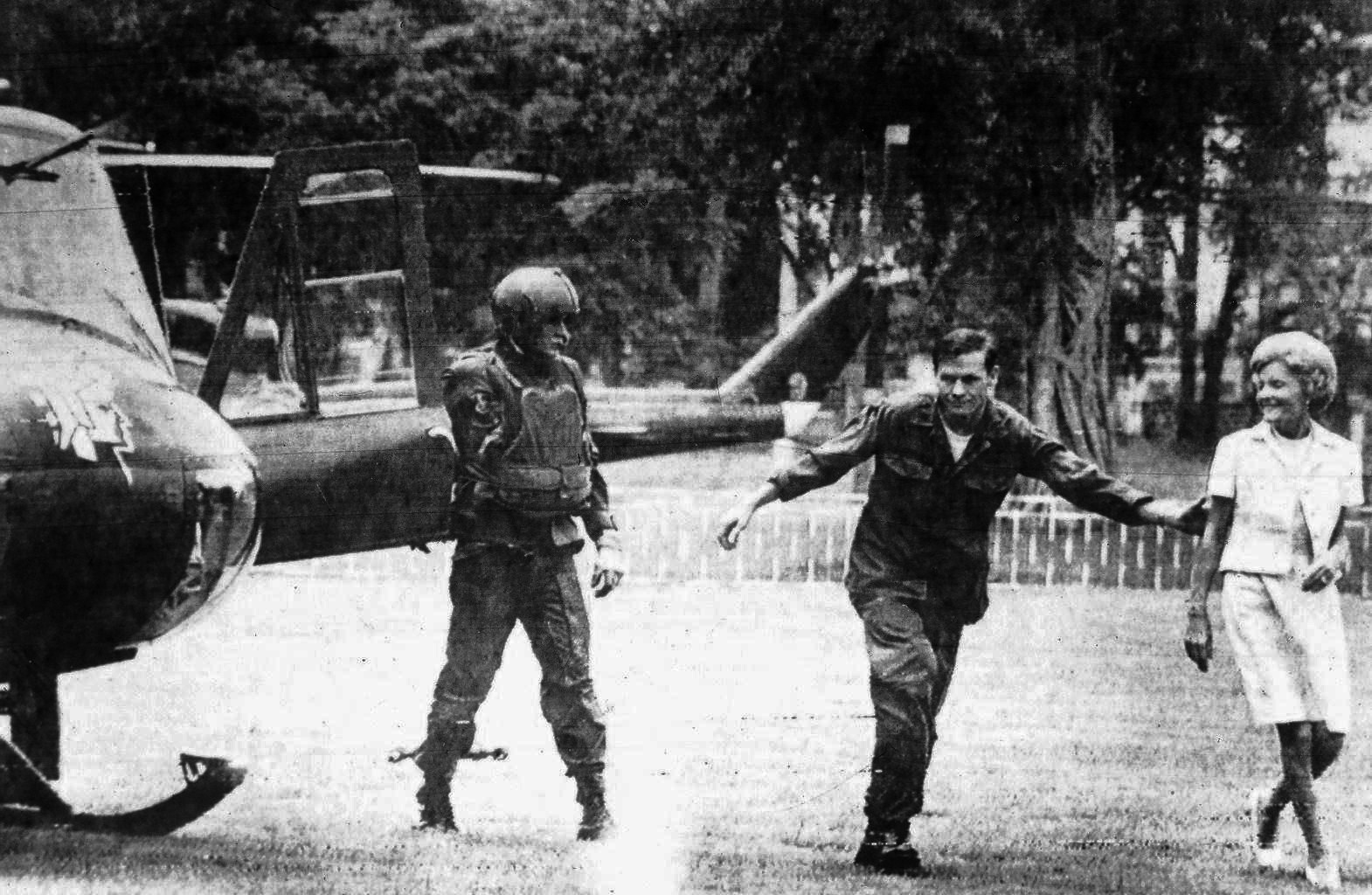
Le 31 juillet 1969, Saïgon : à sa descente d'hélicoptère au palais présidentiel. Le pilote, le colonel Gene Boyer, l'éloigne du rotor de queue.

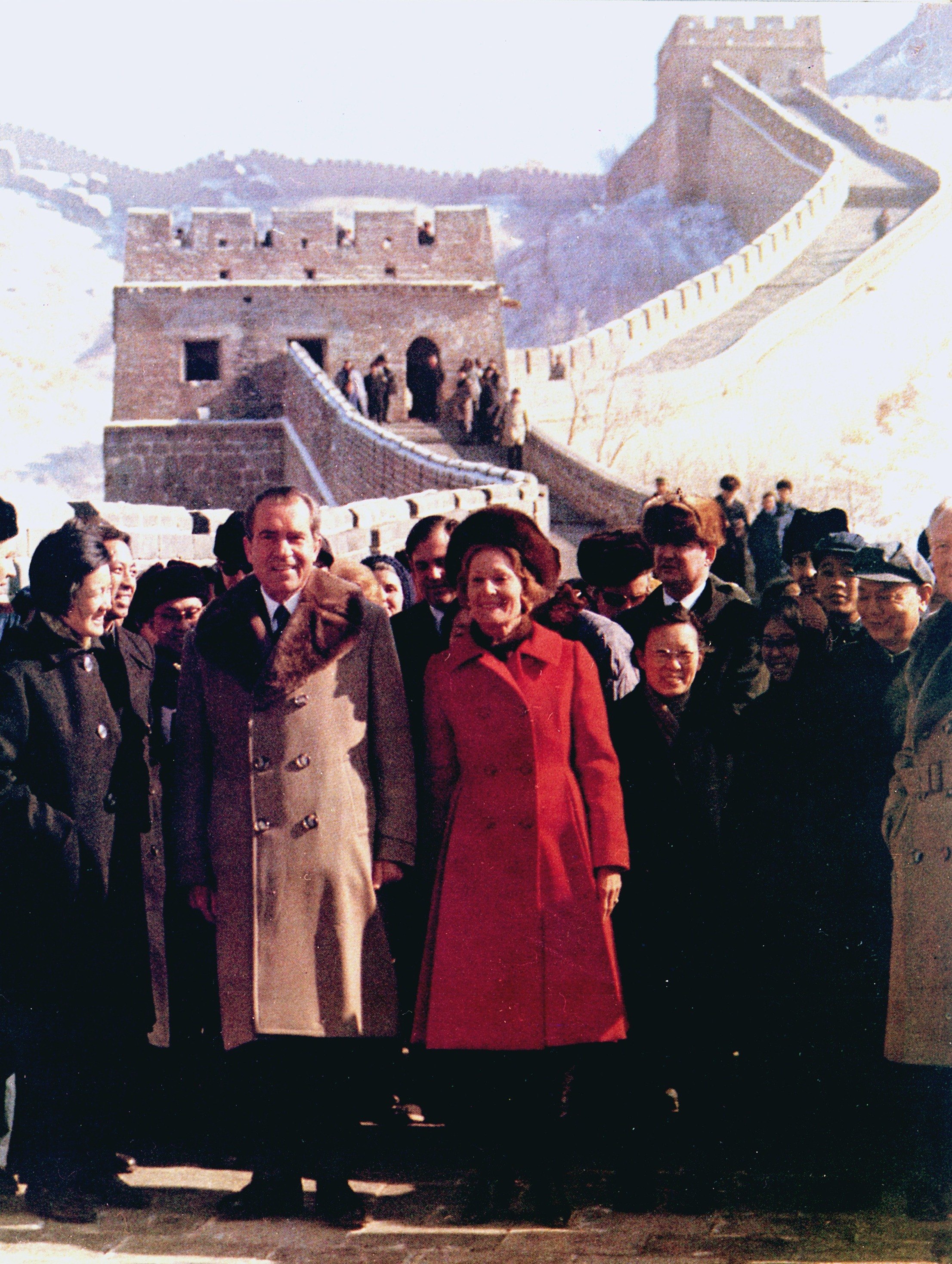
Les Nixon sur la Grande Muraille de Chine pendant le voyage diplomatique de 1972.

Jusqu'à Hillary Clinton, Pat Nixon reste la Première dame ayant effectué le plus de voyages diplomatiques et humanitaires durant la présidence de son mari. Pendant le premier mandat du président Nixon, elle visite ainsi 39 des 50 États américains et, la première année, serre la main d’environ 250 000 personnes. Ses premiers déplacements se font à Guam, en Inde, aux Philippines, en Indonésie, en Thaïlande, au Pakistan, en Roumanie et au Royaume-Uni. Elle refuse d’en faire profiter son entourage, ne voyant pas pourquoi leur prise en charge financière incomberait aux contribuables américains. Peu de temps après, lors d'un voyage en République du Viêt Nam, elle devient la première Première dame à pénétrer dans un territoire en guerre. Elle prend alors le thé dans un palais avec l'épouse du président Nguyễn Văn Thiệu, visite un orphelinat, et participe à un vol en hélicoptère, portes ouvertes avec des soldats armés de mitraillettes, au-dessus d’une zone de combat où les forces armées américaines livrent bataille. Par la suite, elle visite un hôpital militaire et s’entretient avec chaque patient blessé. La Première dame sud-vietnamienne, Madame Thieu, déclare alors que la venue de Pat Nixon a « intensifié [leur] moral ».
Après le séisme péruvien de 1970, Pat Nixon lance une opération humanitaire et se déplace personnellement dans ce pays, aide à fournir des secours, visite les zones touchées et s’entretient avec les victimes. Allant jusqu’à mettre sa sécurité personnelle en danger, au vu de l’instabilité des décombres, elle participe à la mobilisation de l'opinion publique mondiale, qui vient alors en aide aux démunis. Une personnalité politique péruvienne déclare ainsi : « sa venue ici a plus de valeur que tout ce que le président Nixon aurait pu faire ». Un éditorial du journal Lima Prensa note même que les Péruviens ne pourraient dès lors jamais oublier Pat Nixon. Frances Lewine, journaliste accréditée auprès de la Maison-Blanche, écrit aussi qu’aucune Première dame n’avait encore effectué une action avec de telles conséquences diplomatiques. Le gouvernement péruvien lui remet par ailleurs la Grand Croix de l’ordre du Soleil, la plus haute distinction du Pérou et la plus ancienne du continent américain.
En 1972, elle devient la première Première dame des États-Unis à visiter un État africain, le Ghana, pendant huit jours, après un voyage de 16 093 km ; elle se rend également au Liberia et en Côte d'Ivoire. À son arrivée au Liberia, elle est honorée de 19 coups de canon, un hommage réservé habituellement aux seuls chefs de gouvernement ; elle passe également les troupes en revue. Plus tard, elle revêt un costume traditionnel indigène et danse avec les habitants. Elle reçoit le Grand Cordon de l'Ordre très vénérable de Chevalerie, la plus haute distinction du Liberia. Au Ghana, elle danse également avec des autochtones, et prononce un discours au Parlement de la nation. En Côte d'Ivoire, elle est accueillie par 250 000 personnes sous les cris de « Vive Mme Nixon ! » Elle s’entretient avec les dirigeants de ces trois pays.
Un des autres grands voyages de Pat Nixon est celui où elle accompagne son époux en république populaire de Chine, en 1972. Elle le suit également à des réunions internationales, comme le sommet Nixon-Brejnev en Union soviétique, la même année. Bien que les contraintes de sécurité lui interdisent de marcher librement dans les rues comme elle le fit en Chine, Pat Nixon effectue des visites avec des enfants et se promène bras-dessus bras-dessous avec la Première dame soviétique, Viktoria Brejneva. En 1974, elle se rend au Brésil et au Venezuela avec le statut diplomatique unique de représentant personnel du président et enfin, en juin 1974, en Autriche, en Égypte, en Arabie saoudite, en Syrie, en Israël et en Jordanie.

#### Mode et style

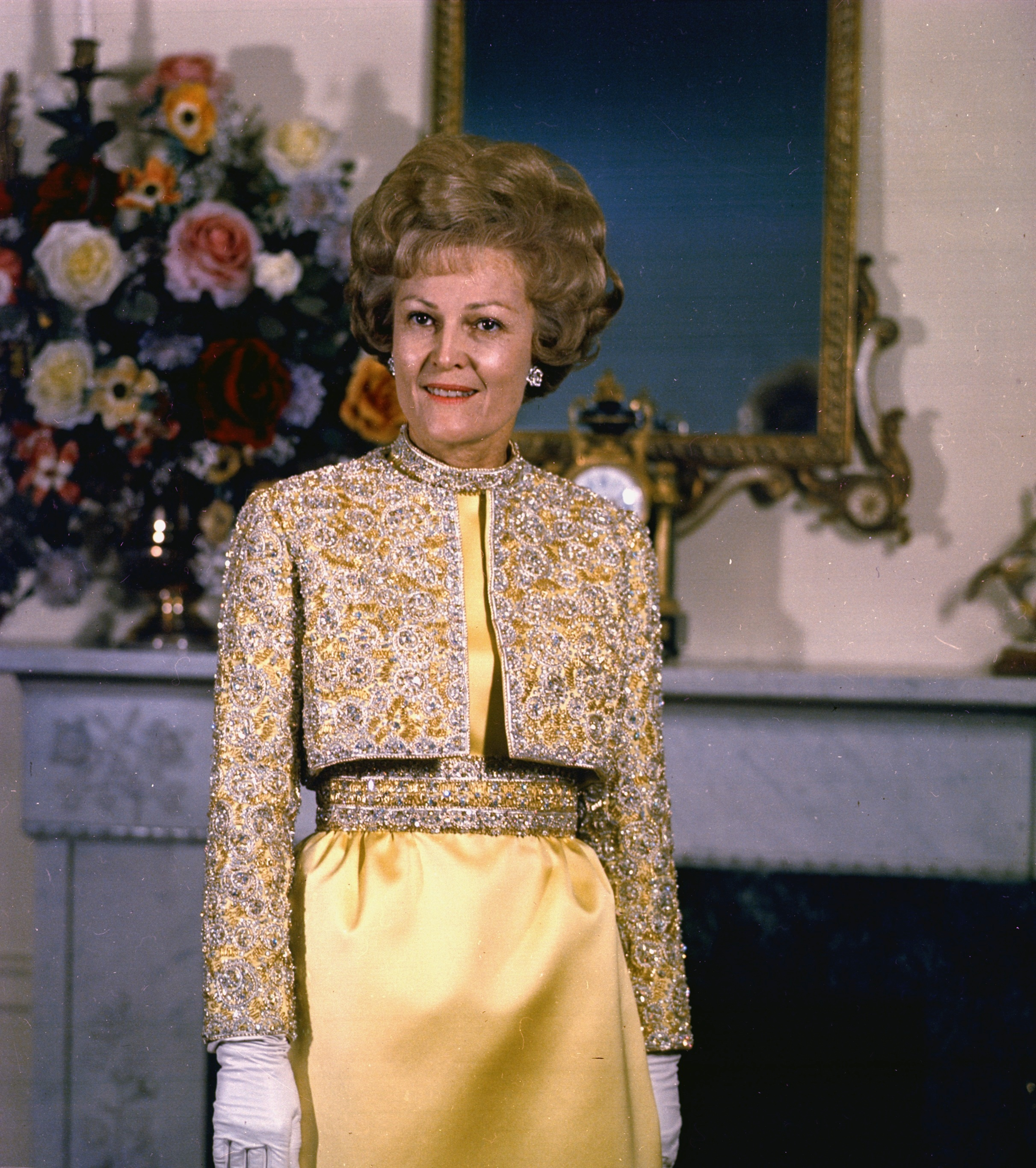
Posant à la Maison-Blanche, en 1970.

La presse de mode féminine a souvent porté un intérêt particulier au style vestimentaire des Premières dames, notamment de par leur statut d’« hôtesse de la nation ». Le magazine Women's Wear Daily déclare que Pat Nixon avait une « bonne silhouette et une bonne posture », ainsi que « de plus belles jambes que n’importe quelle femme publique actuelle ». Certains spécialistes de la mode ont néanmoins tendance à critiquer son goût vestimentaire. Pat Nixon elle-même déclare : « Je considère comme un devoir de porter des pièces de couturiers américains », ne cachant pas qu’elle cherche à les favoriser, car elle juge que le choix de la matière des vêtements est parfaite pour effectuer de longs voyages. « Je fais une taille 10 », affirme-t-elle au New York Times. « J'ai acheté des choses dans plusieurs magasins de villes différentes. Seuls quelques-uns de mes vêtements ont été faits par des couturiers ». Sur les conseils de Clara Treyz, chargée de l’aider à acheter des vêtements, elle se repose notamment sur le couturier Geoffrey Beene. Plusieurs spécialistes de la mode ont conclu que Pat Nixon n'a pas grandement fait avancer la cause de la mode américaine pendant son office de Première dame. Une robe de satin jaune dessinée par Harvey Berin et portée lors d'un évènement officiel a été critiquée comme étant « la tenue de soirée d’une institutrice », mais Treyz a défendu ce choix en affirmant que « Mme Nixon doit être distinguée, ».
Pat Nixon n'a jamais approché la mode « scandaleuse » des années 1970, affichant au contraire un style vestimentaire conservateur. Elle affirme ainsi : « J'évite le spectaculaire ».

#### Scandale du Watergate
Lorsque le scandale du Watergate éclate dans les médias, Pat Nixon ne cherche pas à s’intéresser particulièrement à l’effraction du siège du Comité national démocrate. Plus tard, interrogée par la presse à ce propos, elle répond sèchement : « Je sais seulement ce que j'ai lu dans les journaux ». En 1974, quand un journaliste lui demande : « Est-ce la presse qui est la cause des problèmes du président ? », Pat Nixon lui tourne le dos puis lui rétorque « Quels problèmes ? » En privé, elle estime que le pouvoir de l’administration présidentielle était en perpétuelle augmentation, et que le président Nixon perdait de plus en plus son droit de regard sur ce qui se passait.
Pat Nixon dit ne pas avoir eu connaissance des enregistrements secrets faits dans le bureau de son époux. Julie Nixon Eisenhower déclare plus tard que la Première dame aurait ordonné la destruction immédiate de ces bandes si elle avait eu connaissance de leur existence. Une fois mise au courant, elle s’oppose vigoureusement à les rendre publiques, allant jusqu’à les comparer avec la confidentialité que peuvent avoir « des lettres d’amour privées ». Convaincue de l'innocence de son mari, elle l’encourage à ne pas démissionner et à lutter contre toutes les accusations et menaces de destitution portées contre lui. Elle déclare à son amie Hélène Drown : « Dick a tant fait pour le pays. Pourquoi cela arrive-t-il ? »

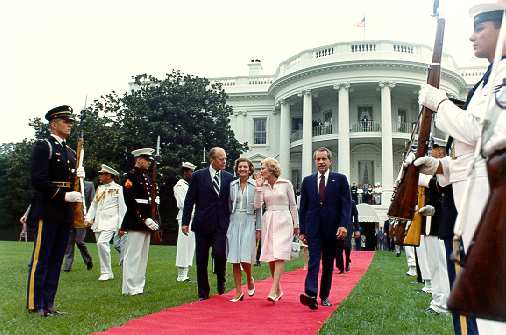
Le couple Ford accompagne le couple Nixon jusqu’à l’hélicoptère Marine One le dernier jour de la présidence de Richard Nixon, le 9 août 1974.

Après que le président Nixon a annoncé à sa famille son intention de démissionner, son épouse lui dit : « Mais pourquoi ? » Elle prend alors contact avec le conservateur de la Maison-Blanche, Clement Conger, afin d'annuler la poursuite du développement d’un nouveau modèle de vaisselle en porcelaine chinoise, par la Lenox China Company, et commence à superviser l'emballage des effets personnels de la famille. Le 7 août 1974, la famille prend son dernier dîner à la Maison-Blanche. Assise sur le bord d'un canapé, Pat Nixon est anxieuse, jusqu’à ce que son époux entre dans la pièce, qu’elle se jette dans ses bras, l'embrasse, et lui dise : « Nous sommes tous très fiers de toi, papa ». Plus tard, Pat Nixon a dit des photos prises ce soir-là : « Nos cœurs étaient brisés, et nous souriions ».
Le lendemain matin, le discours d’adieu de vingt minutes au personnel de la Maison-Blanche, retransmis par la télévision, a lieu dans l’East Room ; Richard Nixon y lit des extraits de la biographie de l’ancien président Theodore Roosevelt et remercie ses propres parents. La Première dame peine à contenir ses larmes : les caméras enregistrent alors son angoisse, comme lors de la défaite électorale de 1960. Le couple Nixon est reconduit sur la pelouse sud, jusqu’à l’hélicoptère Marine One, par le vice-président Gerald Ford et son épouse Betty. Alors qu’ils avancent, Pat Nixon passe un bras autour de la taille de son mari et l’autre autour de Betty Ford. Elle lui dit : « Vous allez en voir beaucoup de ces tapis rouges ». L’appareil les transporte jusqu’à l’Andrews Air Force Base, d’où ils s’envolent pour la Californie,.

#### Image médiatique

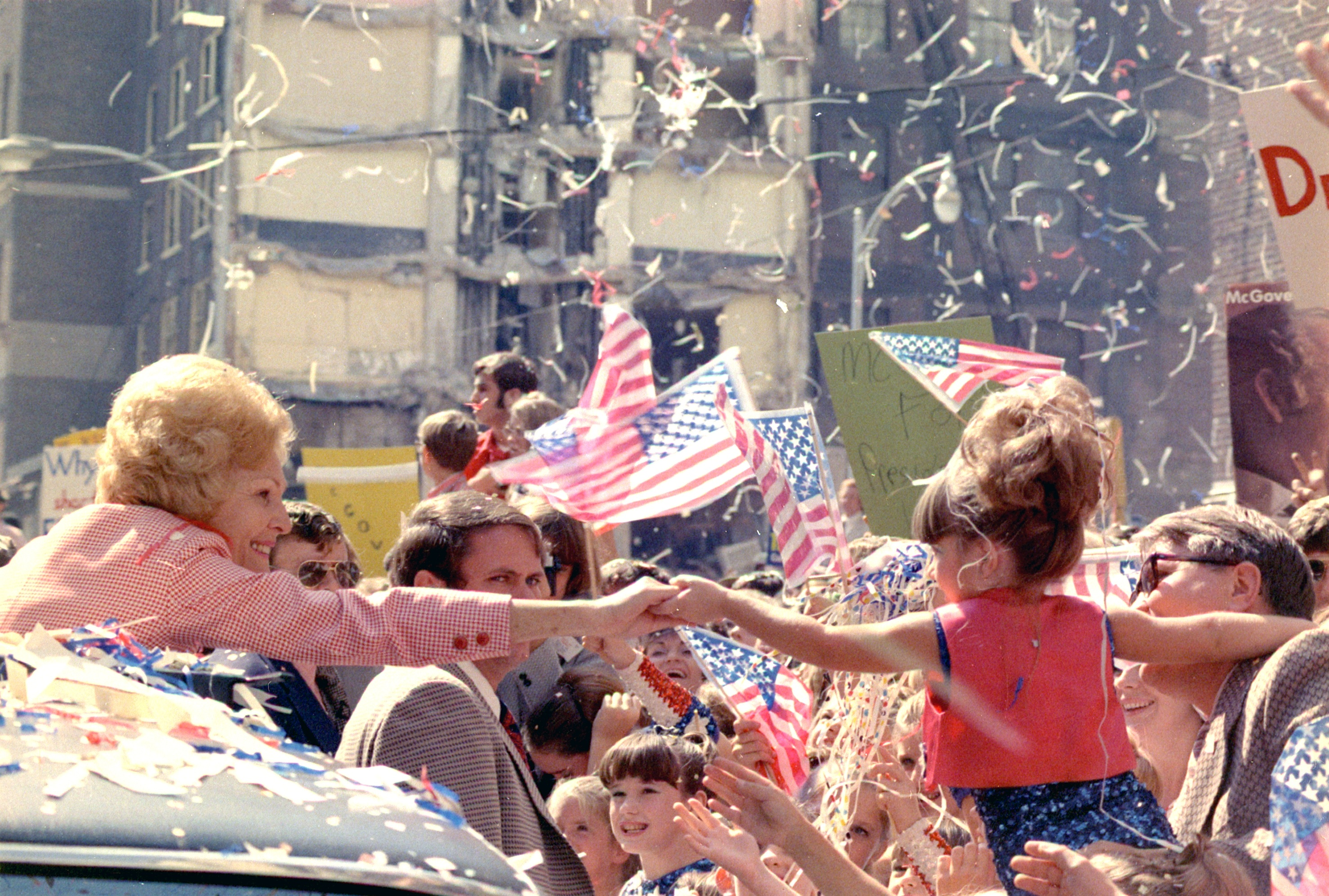
Tendant sa main à une petite fille, hors de la limousine, pendant la campagne d'octobre 1972, à Atlanta.

L'historien Carl Sferrazza Anthony note que les citoyens américains ordinaires se reconnaissaient en Pat Nixon. Alors que des visiteurs originaires d'un milieu rural visitaient la Maison-Blanche et paraissaient tétanisés de rencontrer la Première dame, celle-ci les prit entre ses bras afin de dissiper la tension ambiante. Quand un jeune homme émit des doutes sur le fait que le bâtiment présidentiel était bien un lieu de vie alors qu'il ne voyait pas de machine à laver, elle le conduisit à travers les salles, jusqu'à un ascenseur, pour lui montrer les appartements privés et la buanderie. Pendant le voyage des Nixon en Chine, en 1972, le ministre des Affaires étrangères Zhou Enlai a été si sensible à son charme qu'il a offert deux rares pandas géants à l'ambassadeur américain, comme un cadeau de son pays.
Pat Nixon a été inscrite quatorze fois par la Gallup Organization sur sa liste annuelle de dix femmes les plus admirées, entre 1959 et 1962 puis entre 1968 et 1979. Elle est ainsi troisième en 1969, et demeure à la deuxième place jusqu'en 1972, date à laquelle elle prend la première place. Elle reste sur cette liste jusqu'en 1979, cinq ans après que son mari a quitté le pouvoir. Pour beaucoup, elle est alors considérée comme un exemple du « rêve américain », issue d'un milieu pauvre et ayant gravi l'échelle sociale ; elle a ainsi une grande popularité parmi la « grande majorité silencieuse » des électeurs. Mary Brooks, directrice de la Monnaie des États-Unis décrit la Première dame comme « un bon exemple pour les femmes de ce pays, si elles ne font pas partie de groupes d'émancipation féminine ». Pour la journaliste Helen Thomas, Pat Nixon a été « la Première dame la plus chaleureuse que j'ai couverte, et celle qui aimait le plus les gens. Je pense que les journalistes qui l'ont couverte ont vu en elle une femme forte, responsable et sensible ».
L'image de Pat Nixon est en conformité avec celle de la femme au foyer de la Guerre froide, en contraste assez frappant avec la deuxième vague de féminisme qui se répand alors. Les journalistes la dépeignent souvent comme une femme dévouée et désintéressée, la présentant plus comme une épouse que comme un individu à part entière. Le magazine Time l'a décrite comme « la femme parfaite qui repasse les pantalons [de son mari], coud les robes de ses filles Tricia et Julie et faisant elle-même son ménage tout en étant l'épouse du vice-président ». Dans les premières années de sa fonction de Première dame, elle a été surnommée « Plastic Pat », dénomination péjorative à cause, selon ses détracteurs, de sa réserve et de son visage qui exprimait rarement une émotion,. Certains observateurs décrivaient Pat Nixon comme « une poupée de papier, une poupée Barbie en plastique, aseptisée, inhumaine », affirmant qu'elle « avait mis toute son énergie et le dynamisme de sa jeunesse à jouer un rôle, chose qu'elle ne pouvait plus reconnaître désormais comme une chose vraie ».
À ces critiques, elle répondait : « Je suis qui je suis et je vais continuer à l'être ». En 1968, elle exprime ainsi sa conception de la vie lors d'un entretien à bord d'un avion de campagne, avec Gloria Steinem : « Maintenant, j'ai des amis dans tous les pays du monde. Je n'ai pas assez de recul sur moi-même, ou sur mes idées, ou sur ce que je voudrais faire. Oh non, je suis restée passionnée par les gens. J'ai continué à travailler. À ma droite, dans cet avion, je conserve cette mallette avec moi, et à la minute où je m'assois, j'écris mes messages de remerciement. Tout le monde a le droit à une réponse personnalisée. Je n'ai pas le temps de me demander qui j’admire où à qui je m'identifie. Je n'ai jamais eu la vie facile. Je ne suis pas comme vous tous… tous ces gens pour qui ça a été facile ».
Malgré son personnage public très sage de femme au foyer traditionnelle, Pat Nixon n'a pas été aussi effacée et timide que certains critiques ont voulu le souligner. Certains journalistes, comme le correspondant accrédité auprès de la Maison-Blanche Robert Thompson a estimé qu'elle représentait un équilibre idéal pour les années 1970. Thompson a ainsi écrit qu'elle a prouvé que « les femmes peuvent jouer un rôle vital dans les affaires du monde » tout en conservant des « manières féminines ». D'autres journalistes ont estimé qu'elle représentait « les défaillances de la mystique féminine », et l'ont dépeinte comme étant en décalage avec son temps. Ceux qui s'opposaient à la guerre du Viêt Nam l'ont identifiée comme faisant partie du même bord que les personnalités politiques de l'administration Nixon et, en conséquence, ont parfois manifesté lors des discours qu'elle prononçait lors de ses déplacements. Le journaliste de CBS Mike Wallace exprima le regret de n’avoir jamais pu réaliser l’interview qu'il aurait considérée comme la plus importante de sa carrière, celle de Pat Nixon.

### La vie après la présidence

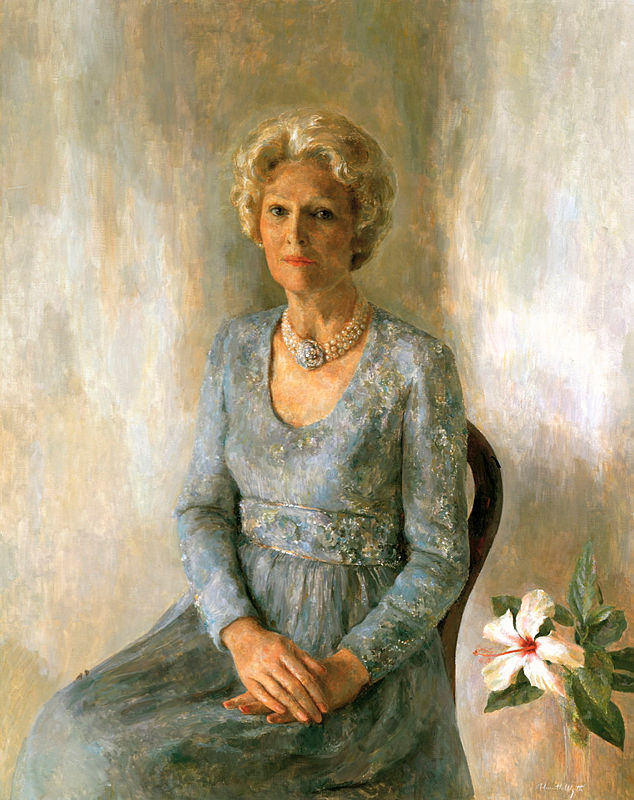
Portrait officiel à la Maison-Blanche, peint en 1978 par Henriette Wyeth.

Après le retour du couple à San Clemente en Californie, en 1974, et leur installation dans la maison familiale La Casa Pacifica (achetée en 1969), Pat Nixon apparaît rarement en public et n’accorde à la presse que des entretiens occasionnels. Fin mai 1975, à Artesia, dans le village où elle a passé son enfance, elle inaugure une école à son nom, la Patricia Nixon Elementary School. Dans son allocution, elle déclare : « Je suis fière de voir cette école porter mon nom. J'ai toujours pensé que seuls ceux qui avaient quitté ce monde pouvaient voir leur nom donné à une école. Je suis heureuse de vous dire que je ne vous ai pas quittés ; enfin, pas complètement ». Il s’agit de sa seule apparition publique en Californie pendant ses cinq ans et demi de séjour.
Le 7 juillet 1976, à La Casa Pacifica, Pat Nixon est victime d’un accident vasculaire cérébral qui entraîne la paralysie de tout son côté gauche. Une kinésithérapie lui permet cependant de retrouver l’usage de son corps. Elle déclare que son rétablissement a été « la chose la plus dure que j'aie jamais faite physiquement ». En 1979, elle et son mari déménagent sur la 65e rue Est de Manhattan, à New York. Ils vivent là quelque temps et, en 1981, déménagent à nouveau, dans une vaste maison à Saddle River dans le New Jersey. La grande superficie de la bâtisse leur permet d'accueillir leurs enfants et petits-enfants. Cependant, Pat Nixon est à nouveau victime d’une attaque en 1983 et de deux infections pulmonaires l'année suivante.

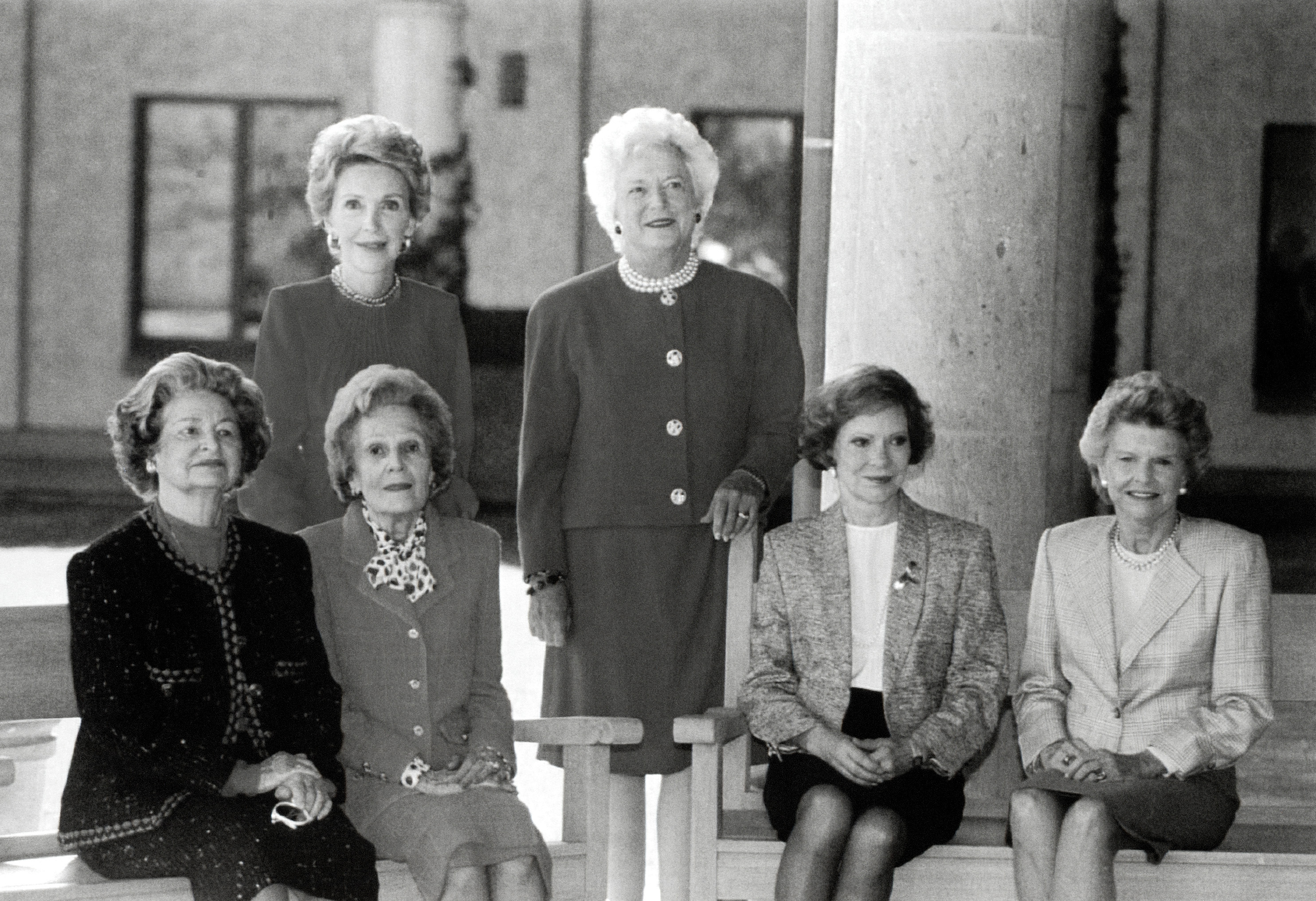
Photographie de six Premières dames des États-Unis avant l’ouverture de la bibliothèque présidentielle Ronald Reagan, en novembre 1991. Assises, de gauche à droite : Lady Bird Johnson, Pat Nixon, Rosalynn Carter et Betty Ford : debout, de gauche à droite : Nancy Reagan et Barbara Bush.

Elle apparaît en public « frêle et légèrement courbée », lors de l'inauguration de la bibliothèque Richard Nixon (de nos jours la Richard Nixon Presidential Library and Museum) à Yorba Linda, en Californie, le 19 juillet 1990. La cérémonie de dédicace rassemble 50 000 amis et sympathisants, ainsi que les anciens présidents Ford et Reagan et le président en exercice Bush père, ainsi que toutes leurs épouses respectives,. La bibliothèque comprend une « salle Pat Nixon », un « amphithéâtre Pat Nixon » ainsi qu’une roseraie plantée de roses ‘Pat Nixon’ rouge-noir, créées par une société française en 1972, alors qu’elle était Première dame. Pat Nixon assiste également à l'inauguration de la bibliothèque présidentielle Ronald Reagan à Simi Valley, en Californie, en novembre 1991. L'ancienne Première dame Barbara Bush affirme : « J'aimais Pat Nixon, qui était une Première dame sensationnelle, gracieuse et réfléchie » ; lors de la dédicace de cette bibliothèque, elle se souvient également : « Il y avait une chose triste. Pat Nixon n'avait pas l'air bien du tout. À la vue de son sourire, vous pouviez voir qu'elle était dans une grande douleur et avait des difficultés à faire entrer de l'air dans ses poumons ».
Les Nixon déménagent pour une dernière fois en 1991, à Park Ridge dans le New Jersey. La santé de Pat Nixon est défaillante, et la maison, plus petite, comprend un ascenseur. Grande fumeuse qui ne se montra jamais en public avec une cigarette à la bouche, elle est finalement atteinte d'un cancer de la bouche, d’un emphysème pulmonaire et enfin d’un cancer du poumon, lequel est diagnostiqué en décembre 1992, alors qu’elle est hospitalisée pour des problèmes respiratoires.

### Décès et funérailles
Elle meurt le 22 juin 1993, à 5 h 45 du matin dans sa maison de Park Ridge, à l'âge de 81 ans, le lendemain de son 53e anniversaire de mariage. Ses filles et son mari sont à ses côtés.
Le service funèbre a lieu dans l'enceinte de la bibliothèque présidentielle Richard Nixon, le 26 juin 1993. Parmi ceux qui prononcent un discours en l'honneur de l'ancienne Première dame, on note les noms du gouverneur de Californie Pete Wilson, du sénateur du Kansas Bob Dole et du révérend Billy Graham. En plus de son mari et sa famille immédiate, les anciens présidents Ronald Reagan et Gerald Ford et leurs épouses, Nancy et Betty sont également présents. Lady Bird Johnson est indisposée, hospitalisée pour se remettre d'un accident vasculaire cérébral ; Jacqueline Kennedy-Onassis n'y assiste pas non plus. Le président Nixon sanglote pendant la cérémonie, sans se cacher, et cela de façon parfois incontrôlable.
L’épitaphe de Pat Nixon est « Patricia Nixon », le nom par lequel le peuple américain la connaissait. L’ancien président Nixon lui survit dix mois et meurt le 22 avril 1994 ; il est également enterré dans l'enceinte de la bibliothèque présidentielle. Son épitaphe est « Même quand les gens ne connaissent pas votre langue, ils peuvent dire si vous avez de l'amour dans votre cœur ». En 1994, le parc Pat Nixon est créé à Cerritos, en Californie, sur le site où s'élevait la maison où elle avait vécu adolescente Le conseil municipal de Cerritos vote, en avril 1996 l’édification d’une statue à son effigie, honneur rare pour une Première dame américaine.

## Dans la culture populaire
Le rôle de Pat Nixon est joué par Joan Allen dans le film de 1995 Nixon, par Patty McCormack dans le film de 2008 Frost/Nixon, l'heure de vérité et par Nicole Sullivan dans le film de 2009 Black Dynamite. La soprano Carolann Page interprète son personnage dans l'opéra Nixon in China, à sa création, en 1987,.

## Sources
- (en) Cet article est partiellement ou en totalité issu de l’article de Wikipédia en anglais intitulé « Pat Nixon » (voir la liste des auteurs).